# بشير مخطط
بشير مخطط (الاسم العلمي:Polypterus delhezi) (بالإنجليزية: Barred bichir)‏ هي نوع من الأسماك تتبع جنس كثيرة الزعانف من فصيلة كثيرات الزعانف.